# Iserlohn
Pour les articles homonymes, voir Iserlohn (homonymie).
Iserlohn est une ville industrielle d'Allemagne, dans le Land de Rhénanie-du-Nord-Westphalie, à 24 km au sud-est de Dortmund.

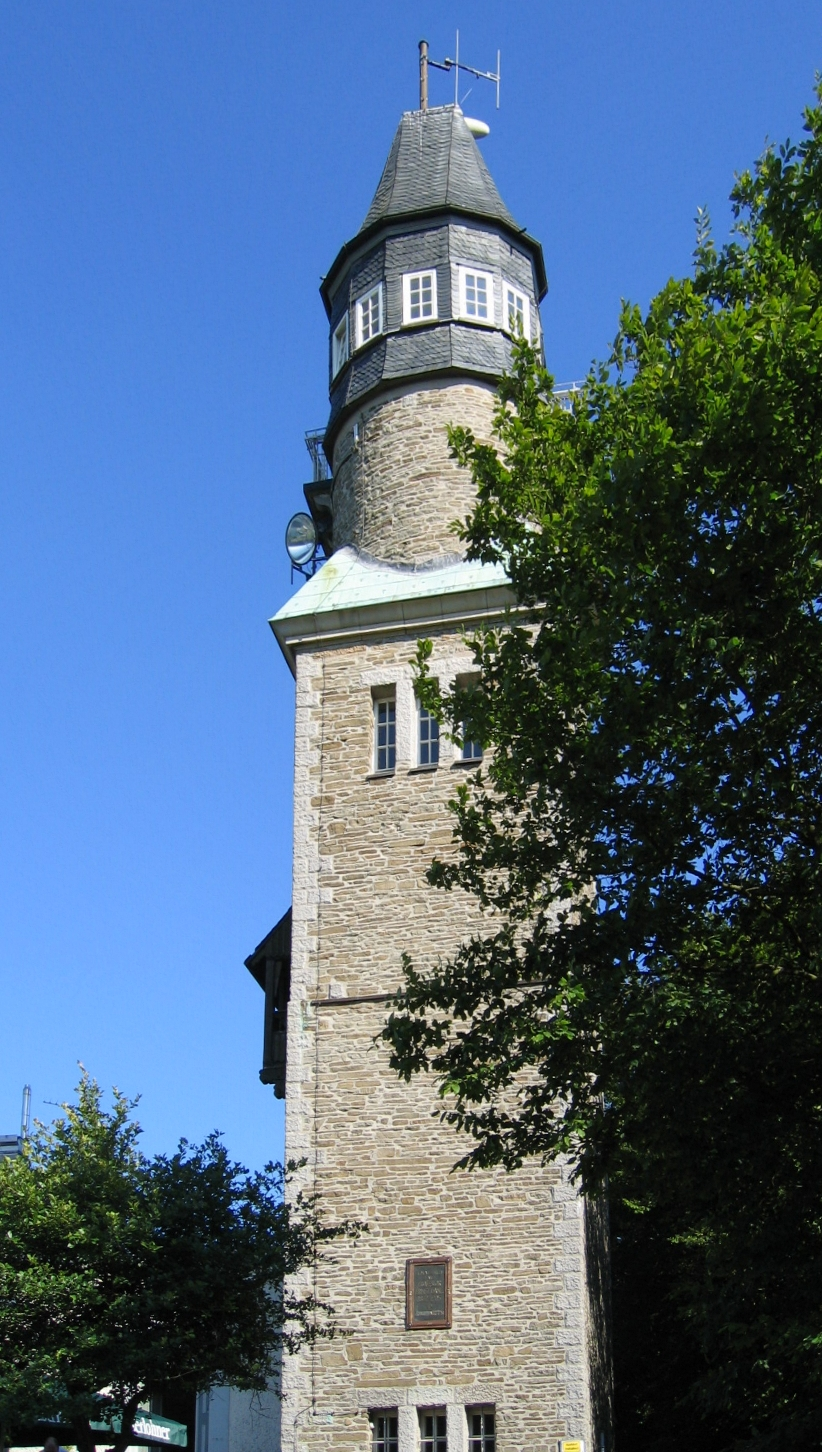
Iserlohn: Danzturm

## Histoire
| Appartenances historiques Comté de Berg 1101-1161 Comté d'Altena 1161-1198 Comté de La Marck 1198-1807 Grand-duché de Berg 1807-1813 Royaume de Prusse (Province de Westphalie) 1815-1918 République de Weimar 1918-1933 Reich allemand 1933-1945 Allemagne occupée 1945-1949 Allemagne 1949-présent |

## Sport
La ville possède un club de hockey sur glace, appelé Iserlohn Roosters.

## Personnalités
- Volker Fischer (1950-), épéiste, champion olympique par équipe, triple champion du monde.
- Thore Schölermann (1984-), acteur, né à Iserlohn.

## Jumelages
- Almelo (Pays-Bas) depuis 1954
- Auchel (France) depuis 1966
- Bienne (Suisse) depuis 1959
- Chorzów (Pologne) depuis 2004
- Glauchau (Allemagne) depuis 1991
- Hall in Tirol (Autriche) depuis 1967
- Laventie (France) depuis 1967
- Nyíregyháza (Hongrie) depuis 1989
- Novotcherkassk (Russie) depuis 1990